# Juan de Leví

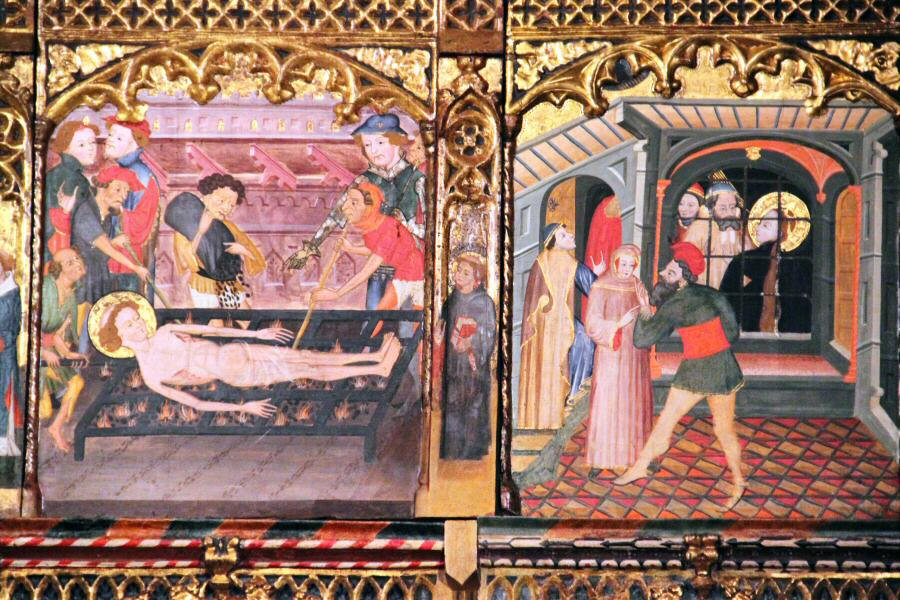
Taules del Retaule des Lorenç, Prudenci i Caterina, Catedral de Tarassona

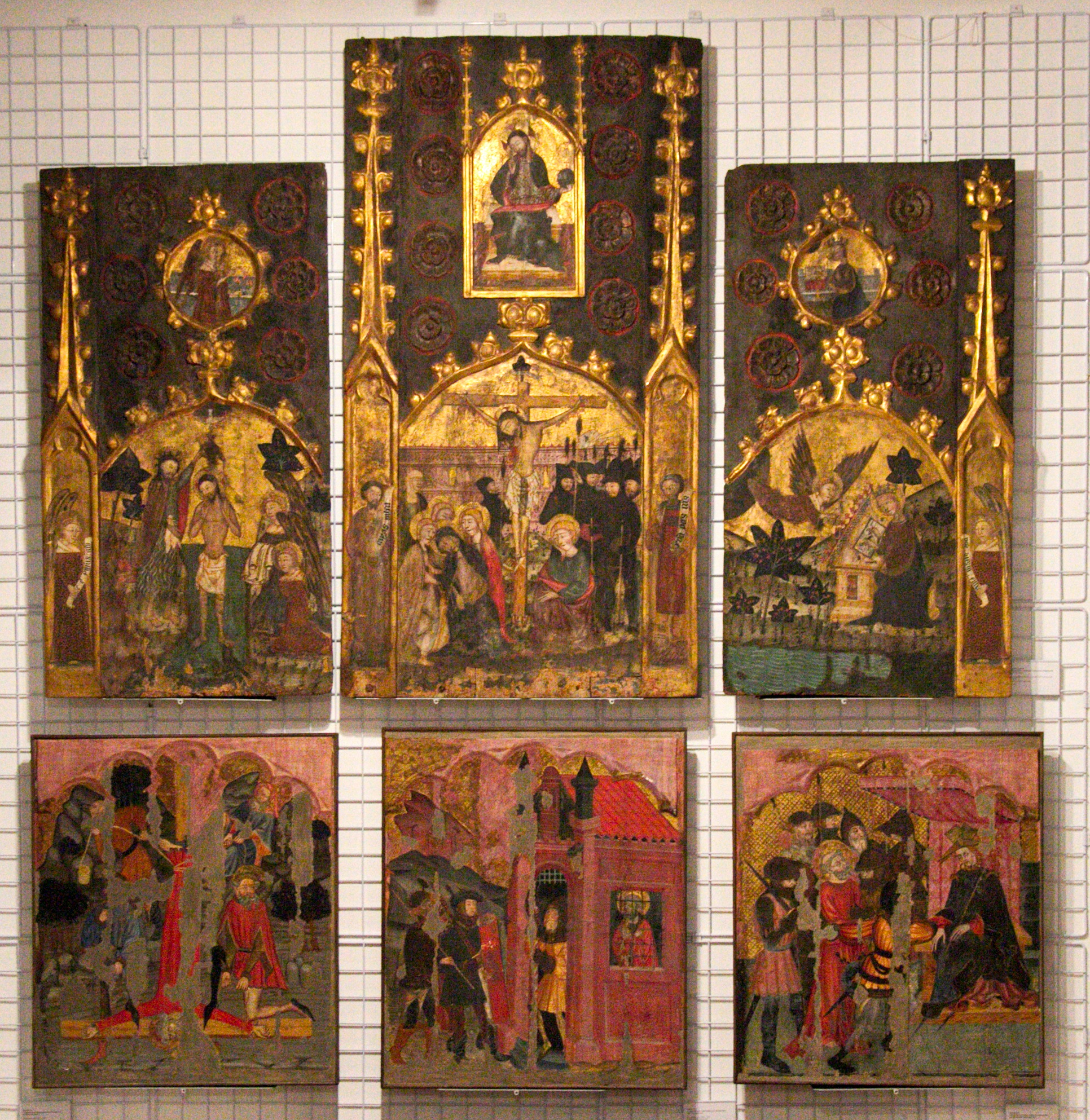
Retaule de Sant Pere, Calataiud (1392-1407), actualment al Museu Episcopal de Vic

Juan de Leví o Juan Leví (fl 1392 - 1404) és un pintor espanyol pertanyent a l'escola aragonesa de l'estil gòtic internacional, que va treballar a finals del segle xiv.
El seu oncle, Guillem de Leví, també era pintor. Es creu que eren jueus conversos o descendents de jueus conversos, i naturals de Jarque de Moncayo (Saragossa).
Entre les seves obres, destaquen:
- Retaule de Santa Caterina, Sant Llorenç i Sant Prudenci de la capella dels Pérez Calvillo de la catedral de Tarassona (1392 - 1402)
- Retaule de Sant Jaume, per a l'església parroquial de Montalbán, Terol (1403)
- Retaule de Sant Anton (1403).
- Retaule de Sant Miquel i de la Passió (1405), conservat a la col·lecció Joaquín Rivero (Jerez de la Frontera).
- Retaule de l'església de La Hoz de la Vieja (1405).
- Retaule dedicat a Sant Pere, procedent de Calataiud (1392-1407), actualment al Museu Episcopal de Vic

Característiques d'aquest pintor són la delicadesa i minuciositat del dibuix, l'elegància de les figures, tant en els rostres com en els ritmes curvilinis, i la riquesa del colorit. És un art en el qual es barregen elements orientals al costat del manierisme sienès amb alguns accents nòrdics.